# Obscuriphantes
Obscuriphantes Saaristo & Tanasevič, 2000 è un genere di ragni appartenente alla famiglia Linyphiidae.

## Distribuzione
Le tre specie oggi note di questo genere sono state reperite nella regione paleartica: la specie dall'areale più vasto è la O. obscurus, rinvenuta in svariate località dell'intera regione.

## Tassonomia
Per la determinazione delle caratteristiche della specie tipo sono tenute in considerazione le analisi sugli esemplari di Lepthyphantes obscurus Blackwall, 1841.
Dal 2010 non sono stati esaminati esemplari di questo genere.
A dicembre 2012, si compone di tre specie e una sottospecie:
- Obscuriphantes bacelarae (Schenkel, 1938) — Portogallo, Francia
- Obscuriphantes obscurus (Blackwall, 1841)[3] — Regione paleartica
  - Obscuriphantes obscurus dilutior (Simon, 1929) — Europa
- Obscuriphantes pseudoobscurus (Marusik, Hippa & Koponen, 1996) — Russia

### Sinonimi
- Obscuriphantes ollivieri (Denis, 1957); trasferita dal genere Lepthyphantes Menge, 1866 e posta in sinonimia con O. bacelarae (Schenkel, 1938) a seguito di uno studio degli aracnologi Bosmans, Cardoso & Crespo del 2010[1].
- Obscuriphantes uncinatus (Schenkel, 1936); posta in sinonimia con O. obscurus (Blackwall, 1841) a seguito di un lavoro degli aracnologi Hu & Wu del 1989[1].